# Хард
Хард (на немски: Hard) е селище в Западна Австрия. Разположено е на южния бряг на Боденското езеро в окръг Брегенц на провинция Форарлберг, на 2 km от границата с Швейцария. Надморската височина е 398 – 400 m. Първите сведения за селището датират от около 700 г. Има жп гара. Отстои на 2 km южно от провинциалния център град Брегенц. Населението е 13 495 души (към 2018 г.).
В Хард се намира почетно консулство на Бразилия.

## География
Хард има площ от 17,46 km². Хард се намира между двете реки Брегенцер Ах и Рейн и граничи със столицата на провинция Брегенц.

## История
През VII век алеманите се заселват близо до Мителвайхербург. Близо до езерото Констанс, около 1200 г., големи части от гората са изчистени, за да се построи село – Хард (на немски „гора“). За първи път Хард се споменава в грамота от папа Инокентий IV до манастира Мехрерау през 1249 г.
Маркграфиня Елизабет Монфор продава половината окръг Монфор-Брегенц на хабсбургския ерцхерцог Зигмунд. В резултат на това Хард става част от Австрия през 1451 г. В битката при Хард по време на Австрийско-швейцарска война през 1499 г. Швейцарската конфедерация побеждава рицарите от Швабската лига.
Първото селско училище се споменава през 1620 г., а през 1646 г. Хард става самостоятелна енория.
През 1794 г. Самюел Фогел от Елзас открива първата фабрика за текстилни изделия. През 1997 г. е открит музеят на текстилния печат в Мителвайхербург.
От XVII век до началото на XX век много бедни фермери от Форарлберг изпращат децата си в Швабия, Южна Германия, за да извършват сезонна работа там. Тези деца са наречени Schwabenkinder, а самото начинание се нарича Schwabengehen.
Според Ландаман Шнайдер през 1808 г. Хард има 880 жители, 176 къщи и 221 крави. През 1905 г. император Франц Йосиф I прави Хард пазарен град и му дава герб. Гербът на Хард е от две дървета и платноходка. Те символизират двете важни ранни дейности в Хард – дърводобив и риболов.

## Забележителности
- Енорийската църква „Св. Себастиан“ – намира се на улица „Уферщрасе“, близо до езерото. Неороманската базилика е построена през 1864 г. от Балтазар Брил и осветена през 1876 г.
- Църквата „Св. Мартин“ – намира се на улица „Мюлещрасе“ и е построена през 1974 – 1976 г.
- Природен резерват „Schleienlöcher“ – намира се близо до Хард в делтата на река Рейн, между реките Дорнбирнер Ах и Нови Рейн със заливи, езера и притоци на реките.[5] Поради честата поява на рибата лин, такива местообитания са известни още като „линови дупки“. [6]
- Технически паметник Хохентвиел – последният активен параход на Боденското езеро от 1990 г.
- Музей на текстилния печат Мителвайхербург – през 1794 г. е създадена печатница за текстил, която по това време е една от най-важните фабрики за печат на текстил в Австрия. Сградата служи като интересен музей, който може да бъде посетен и с обиколки с екскурзовод.
- Вила Джени – вилата на бившите собственици на Музея на текстилния печат Мелхиор и Самуел Джени. Може да се посети и като музей на изкуствата.
- Водната кула „Hard-Fußach“ е построена през 1900 г.
- Кметството – голяма сграда с лещовидна форма от 1996 г.
- „Къща в долината на Рейн“ (Rheintalhaus) – намира се на улица „Ландшрасе“ № 8, дървена сграда от XVII век. Корнизите са профилирани, триъгълниците на греди са от 1671 г.

## Награди
Хард е награден със златен медал в категория „Село“ през 1996 г. като част от европейското състезание Entente Florale Europe.

## Спорт и отдих
Най-известният спортен клуб е Alpla HC Hard, който играе в Хандбалната лига на Австрия (HLA) и е шампион през 2003, 2012, 2013, 2014, 2015 и 2017 г.
В Хард има много възможности за спорт през цялата година. Например ледена пързалка, място за кърлинг, нудистки плаж, боулинг зала (с осем писти, подходяща и за международни турнири), мини голф игрище, езерно спортно съоръжение, ветроходство и училище за моторни лодки, скейт парк (най-големият във Форарлберг), лидо (най-голямото по площ на езерото Констанс), тенис кортове.

## Побратимени градове
- Баньоли ди Сопра, Италия
- Балгач, Швейцария

## Личности
- Михаел Кьолмайер – (р. 1949 г.), писател